# Умм-Вуель
Умм-Вуель — велике родовище фосфатів у Саудівській Аравії. 
Запаси — 200 млн т руди із вмістом Р2О5 15-20 %. 
Розробка ведеться з 2017 року гірничохімічним комбінатом Умм-Вуаль.